# Leptostylis quadridentata
Leptostylis quadridentata är en kräftdjursart som beskrevs av Gamo 1985. Leptostylis quadridentata ingår i släktet Leptostylis och familjen Diastylidae. Inga underarter finns listade i Catalogue of Life.